# بوعیش
بوعیش (به عربی: بوعیش) یک شهرداری در الجزایر است که در استان مدیه واقع شده‌است. بوعیش ۸٬۶۳۵ نفر جمعیت دارد.